# Pyžina
La Pyžina (in russo Пыжина?) è un fiume della Russia, nella Siberia occidentale, affluente di destra dell'Ob'. Scorre nell'oblast' di Tomsk. 
Il fiume ha origine nella parte settentrionale della palude Kailskoe e viene anche chiamato Kailka. Scorre in direzione sud-occidentale. La sua lunghezza è di 213 km. L'area del bacino è di 1050 km². Sfocia nell'Ob' a 2226 km dalla foce, a nord-ovest del villaggio di Narym.